# Fays, Haute-Marne
Fays là một xã thuộc tỉnh Haute-Marne trong vùng Grand Est đông bắc nước Pháp.